# Пельо
Пельйо (итал. Peglio) — коммуна в Италии, располагается в регионе Ломбардия, в провинции Комо.
Население составляет 211 человек (2008 г.), плотность населения составляет 20 чел./км². Занимает площадь 11 км². Почтовый индекс — 22010. Телефонный код — 0344.
Покровителями коммуны почитаются святые Евсевий и Виктор, празднование в первое воскресение августа.

## Демография
Динамика населения:

## Администрация коммуны
- Официальный сайт: